# Sobralia margaritae
Sobralia margaritae är en orkidéart som beskrevs av Guido Frederico João Pabst. Sobralia margaritae ingår i släktet Sobralia och familjen orkidéer. Inga underarter finns listade i Catalogue of Life.